# Leese
Leese település Németországban, azon belül Alsó-Szászország tartományban. Lakosainak száma 1721 fő (2023. december 31.).

## Népesség
A település népességének változása:
| Lakosok száma | 1675 | 1652 | 1691 | 1653 | 1676 | 1721 |
|               | 2016 | 2017 | 2019 | 2021 | 2022 | 2023 |